# Président de la Convention nationale
 (août 2024).
Si vous disposez d'ouvrages ou d'articles de référence ou si vous connaissez des sites web de qualité traitant du thème abordé ici, merci de compléter l'article en donnant les références utiles à sa vérifiabilité et en les liant à la section « Notes et références ».
La liste des présidents de la Convention nationale comprend les personnes qui ont dirigé la Convention nationale, régime politique de la Révolution française qui a fonctionné du 21 septembre 1792 au 26 octobre 1795. L'Assemblée législative, après l'insurrection du 10 août 1792 qui renversa la monarchie, décida de suspendre le roi Louis XVI de ses fonctions et de convoquer une convention nationale pour élaborer une nouvelle constitution. La Convention nationale est la première assemblée législative française élue au suffrage universel. Les présidents de la Convention étaient élus par les députés pour un mandat de deux semaines. Les organes fonctionnels de la Convention étaient organisés en comités, dont celui de salut public.
Pendant les trois années de la Convention, la position de son président a été remplacée 77 fois, mais puisque 4 députés (Rühl, Hérault de Sechelle, Robespierre et Collot d'Herbois) ont occupé ce poste deux fois, un total de 73 personnes ont été présidents de la Convention. La durée du mandat de président, de deux semaines en règle générale, a pu varier. Ainsi, Matthieu a eu le mandat le plus court (9 jours, du 26 mai au 4 juin 1795), tandis que Vernier et Berlier ont occupé la fonction le plus longtemps (21 jours, respectivement du 5 au 26 mai 1795 et du 2 au 23 septembre 1795).
La numérotation utilisée dans la première colonne des tableaux est conditionnelle. Par commodité, la liste est divisée en périodes de l'histoire de la Convention admises dans l'historiographie française. Les descriptions de ces périodes données dans l'introduction de chacune des sections visent à expliquer les caractéristiques de la vie politique.

## Convention girondine (septembre 1792 - juin 1793)
La première séance de la Convention eut lieu le 21 septembre 1792, le jour même où l'abolition de la royauté fut proclamée. Le 22 septembre, l'établissement d'un calendrier républicain fut annoncé, dont l'année commence le jour de la proclamation de la République française. La première période de la Convention est caractérisée par l'influence politique des Girondins.
| Numérotation | Portrait | Nom                                                               | Mandat            | Mandat            |
| Numérotation | Portrait | Nom                                                               | Début             | Fin               |
| ------------ | -------- | ----------------------------------------------------------------- | ----------------- | ----------------- |
| 1 (I)        |          | Philippe Rühl (3 mai 1737—29 mai 1795)                            | 20 septembre 1792 | 20 septembre 1792 |
| 2            |          | Jérôme Pétion de Villeneuve (3 janvier 1756—18 juin 1794)         | 20 septembre 1792 | 4 octobre 1792    |
| 3            |          | Jean-François Delacroix (3 avril 1753—5 avril 1794)               | 4 octobre 1792    | 18 octobre 1792   |
| 4            |          | Élie Guadet (20 juillet 1755—19 juin 1794)                        | 18 octobre 1792   | 1er novembre 1792 |
| 5 (I)        |          | Marie-Jean Hérault de Séchelles (15 novembre 1759—5 avril 1794)   | 1er novembre 1792 | 15 novembre 1792  |
| 6            |          | Henri Grégoire (4 décembre 1750—28 mai 1831)                      | 15 novembre 1792  | 29 novembre 1792  |
| 7            |          | Bertrand Barère (10 septembre 1755—13 janvier 1841)               | 29 novembre 1792  | 13 décembre 1792  |
| 8            |          | Jacques Defermon (15 novembre 1752—15 juillet 1831)               | 13 décembre 1792  | 27 décembre 1792  |
| 9            |          | Jean-Baptiste Treilhard (3 janvier 1742—1er décembre 1810)        | 27 décembre 1792  | 10 janvier 1793   |
| 10           |          | Pierre Victurnien Vergniaud (31 mai 1753—31 octobre 1793)         | 10 janvier 1793   | 24 janvier 1793   |
| 11           |          | Jean-Paul Rabaut Saint-Étienne (14 novembre 1743—5 décembre 1793) | 24 janvier 1793   | 7 février 1793    |
| 12           |          | Jean-Jacques Bréard (11 octobre 1751—2 janvier 1840)              | 7 février 1793    | 21 février 1793   |
| 13           |          | Edmond-Louis-Alexis Dubois-Crancé (14 octobre 1747—28 juin 1814)  | 21 février 1793   | 7 mars 1793       |
| 14           |          | Armand Gensonné (10 août 1758—31 octobre 1793)                    | 7 mars 1793       | 21 mars 1793      |
| 15           |          | Jean Antoine Debry (25 novembre 1760—6 janvier 1834)              | 21 mars 1793      | 4 avril 1793      |
| 16           |          | Jean-François Delmas (3 janvier 1751—1er juillet 1798)            | 4 avril 1793      | 18 avril 1793     |
| 17           |          | Marc David Lasource (22 janvier 1763—31 octobre 1793)             | 18 avril 1793     | 2 mai 1793        |
| 18           |          | Jean-Baptiste Boyer-Fonfrède (5 décembre 1760—31 octobre 1793)    | 2 mai 1793        | 16 mai 1793       |
| 19           |          | Maximin Isnard (24 février 1758—12 mars 1825)                     | 16 mai 1793       | 30 mai 1793       |
| 20           |          | François René Mallarmé (25 février 1755—9 décembre 1831)          | 30 mai 1793       | 13 juin 1793      |

## Convention montagnarde (juin 1793 - juillet 1794)
À la suite de l'insurrection de mai - juin 1793 qui entraîne la chute des Girondins, la Convention est dominé par les Montagnards. Durant cette période, la Terreur est mise en place et la Constitution de l'an I est promulguée, mais ne sera jamais appliquée.
| Numérotation | Portrait | Nom                                                             | Mandat            | Mandat            |
| Numérotation | Portrait | Nom                                                             | Début             | Fin               |
| ------------ | -------- | --------------------------------------------------------------- | ----------------- | ----------------- |
| 21 (I)       |          | Jean-Marie Collot d'Herbois (19 juin 1749—8 juin 1796)          | 13 juin 1793      | 27 juin 1793      |
| 22           |          | Jacques Alexis Thuriot (1er mai 1753—30 juin 1829)              | 27 juin 1793      | 11 juillet 1793   |
| 23           |          | André Jeanbon Saint-André (25 février 1749—10 décembre 1813)    | 11 juillet 1793   | 25 juillet 1793   |
| 24           |          | Georges Jacques Danton (26 octobre 1759—5 avril 1794)           | 25 juillet 1793   | 8 août 1793       |
| 5 (II)       |          | Marie-Jean Hérault de Séchelles (15 novembre 1759—5 avril 1794) | 8 août 1793       | 22 août 1793      |
| 25 (I)       |          | Maximilien de Robespierre (6 mai 1758—28 juillet 1794)          | 22 août 1793      | 5 septembre 1793  |
| 26           |          | Jacques-Nicolas Billaud-Varenne (23 avril 1756—3 juin 1819)     | 5 septembre 1793  | 19 septembre 1793 |
| 27           |          | Pierre-Joseph Cambon (10 juin 1756—15 février 1820)             | 19 septembre 1793 | 3 octobre 1793    |
| 28           |          | Louis-Joseph Charlier (24 septembre 1754—23 février 1797)       | 3 octobre 1793    | 22 octobre 1793   |
| 29           |          | Moyse Bayle (16 juillet 1755—18 septembre 1812)                 | 22 octobre 1793   | 6 novembre 1793   |
| 30           |          | Pierre-Antoine Lalloy (16 janvier 1749—5 mars 1846)             | 6 novembre 1793   | 21 novembre 1793  |
| 31           |          | Charles-Gilbert Romme (26 mars 1750—17 juin 1795)               | 21 novembre 1793  | 6 décembre 1793   |
| 32           |          | Jean-Henri Voulland (11 octobre 1751—23 février 1801)           | 6 décembre 1793   | 21 décembre 1793  |
| 33           |          | Georges Couthon (22 décembre 1755—28 juillet 1794)              | 21 décembre 1793  | 5 janvier 1794    |
| 34           |          | Jacques-Louis David (30 août 1748—29 décembre 1825)             | 5 janvier 1794    | 20 janvier 1794   |
| 35           |          | Marc-Guillaume-Alexis Vadier (17 juillet 1736—14 décembre 1828) | 20 janvier 1794   | 4 février 1794    |
| 36           |          | Joseph-Nicolas Barbeau du Barran (3 juillet 1761—16 mai 1816)   | 4 février 1794    | 19 février 1794   |
| 37           |          | Louis Antoine de Saint-Just (25 août 1767—28 juillet 1794)      | 19 février 1794   | 6 mars 1794       |
| 1 (II)       |          | Philippe Rühl (3 mai 1737—29 mai 1795)                          | 6 mars 1794       | 21 mars 1794      |
| 38           |          | Jean-Lambert Tallien (23 janvier 1767—16 novembre 1820)         | 21 mars 1794      | 5 avril 1794      |
| 39           |          | Jean Pierre André Amar (11 mai 1755—21 décembre 1816)           | 5 avril 1794      | 20 avril 1794     |
| 40           |          | Robert Lindet (2 mai 1746—16 février 1825)                      | 20 avril 1794     | 5 mai 1794        |
| 41           |          | Lazare Carnot (13 mai 1753—2 août 1823)                         | 5 mai 1794        | 20 mai 1794       |
| 42           |          | Claude-Antoine Prieur-Duvernois (22 décembre 1763—11 août 1832) | 20 mai 1794       | 4 juin 1794       |
| 25 (II)      |          | Maximilien de Robespierre (6 mai 1758—28 juillet 1794)          | 4 juin 1794       | 19 juin 1794      |
| 43           |          | Élie Lacoste (18 septembre 1745—26 novembre 1806)               | 19 juin 1794      | 5 juillet 1794    |
| 44           |          | Jean-Antoine Louis (10 mars 1742—19 août 1796)                  | 5 juillet 1794    | 19 juillet 1794   |
| 21 (II)      |          | Jean-Marie Collot d'Herbois (19 juin 1749—8 juin 1796)          | 19 juillet 1794   | 3 août 1794       |

## Convention thermidorienne (juillet 1794 - octobre 1795)
Après le coup d'État du 9 thermidor an II (27 juillet 1794), qui aboutit à l'arrestation et à l'exécution de Robespierre et de ses partisans, la Convention devient réactionnaire. La Convention adopte le 25 août 1795 la Constitution de l'an III et élit un nouveau corps législatif composé de deux chambres (le Conseil des Cinq-Cents et le Conseil des Anciens), qui forment bientôt un nouvel organe exécutif : le Directoire.
| Numérotation | Portrait | Nom                                                                         | Mandat            | Mandat            |
| Numérotation | Portrait | Nom                                                                         | Début             | Fin               |
| ------------ | -------- | --------------------------------------------------------------------------- | ----------------- | ----------------- |
| 45           |          | Philippe-Antoine Merlin de Douai (30 octobre 1754—26 décembre 1838)         | 3 août 1794       | 18 août 1794      |
| 46           |          | Antoine Merlin de Thionville (13 septembre 1762—14 septembre 1833)          | 18 août 1794      | 2 septembre 1794  |
| 47           |          | André-Antoine Bernard (21 juin 1751—19 octobre 1818)                        | 2 septembre 1794  | 22 septembre 1794 |
| 48           |          | André Dumont (24 mai 1764—21 octobre 1838)                                  | 22 septembre 1794 | 7 octobre 1794    |
| 49           |          | Jean-Jacques-Régis de Cambacérès (18 octobre 1753—8 mars 1824)              | 7 octobre 1794    | 22 octobre 1794   |
| 50           |          | Pierre-Louis Prieur (1er août 1756—30 mai 1827)                             | 22 octobre 1794   | 6 novembre 1794   |
| 51           |          | Louis Legendre (22 mai 1752—13 décembre 1797)                               | 6 novembre 1794   | 24 novembre 1794  |
| 52           |          | Jean-Baptiste Clauzel (21 septembre 1746—2 juillet 1803)                    | 24 novembre 1794  | 6 décembre 1794   |
| 53           |          | Jean-François Reubell (6 octobre 1747—24 novembre 1807)                     | 6 décembre 1794   | 21 décembre 1794  |
| 54           |          | Pierre Louis Bentabole (4 juin 1756—22 avril 1798)                          | 21 décembre 1794  | 6 janvier 1795    |
| 55           |          | Étienne-François Le Tourneur (15 mars 1751—4 octobre 1817)                  | 6 janvier 1795    | 20 janvier 1795   |
| 56           |          | Stanislas Joseph François Xavier Rovère (16 juillet 1748—11 septembre 1798) | 20 janvier 1795   | 4 février 1795    |
| 57           |          | Paul Barras (30 juin 1755—29 janvier 1829)                                  | 4 février 1795    | 19 février 1795   |
| 58           |          | François-Louis Bourdon (11 janvier 1758—22 juin 1798)                       | 19 février 1795   | 6 mars 1795       |
| 59           |          | Antoine Claire Thibaudeau (23 mars 1765—9 mars 1854)                        | 6 mars 1795       | 24 mars 1795      |
| 60           |          | Jean Pelet (23 février 1759—26 janvier 1842)                                | 24 mars 1795      | 5 avril 1795      |
| 61           |          | François-Antoine de Boissy d'Anglas (8 décembre 1756—20 octobre 1826)       | 5 avril 1795      | 20 avril 1795     |
| 62           |          | Emmanuel-Joseph Sieyès (3 mai 1748—20 juin 1836)                            | 20 avril 1795     | 5 mai 1795        |
| 63           |          | Théodore Vernier (28 juillet 1731—3 février 1818)                           | 5 mai 1795        | 26 mai 1795       |
| 64           |          | Jean-Baptiste Charles Matthieu (3 octobre 1763—31 octobre 1833)             | 26 mai 1795       | 4 juin 1795       |
| 65           |          | Jean-Denis Lanjuinais (12 mars 1753—13 janvier 1827)                        | 4 juin 1795       | 19 juin 1795      |
| 66           |          | Jean-Baptiste Louvet de Couvray (12 juin 1760—25 août 1797)                 | 19 juin 1795      | 4 juillet 1795    |
| 67           |          | Louis-Gustave Doulcet de Pontécoulant (17 novembre 1764—3 avril 1853)       | 4 juillet 1795    | 19 juillet 1795   |
| 68           |          | Louis-Marie de La Révellière-Lépeaux (24 août 1753—27 mars 1824)            | 19 juillet 1795   | 3 août 1795       |
| 69           |          | Pierre Daunou (18 août 1761—20 juin 1840)                                   | 3 août 1795       | 19 août 1795      |
| 70           |          | Marie-Joseph Chénier (11 février 1764—10 janvier 1811)                      | 19 août 1795      | 2 septembre 1795  |
| 71           |          | Théophile Berlier (1er février 1761—12 septembre 1844)                      | 2 septembre 1795  | 23 septembre 1795 |
| 72           |          | Pierre-Charles-Louis Baudin (18 décembre 1748—14 octobre 1799)              | 23 septembre 1795 | 8 octobre 1795    |
| 73           |          | Jean-Joseph-Victor Genissieu (29 octobre 1749—27 octobre 1804)              | 8 octobre 1795    | 26 octobre 1795   |

## Caractéristiques

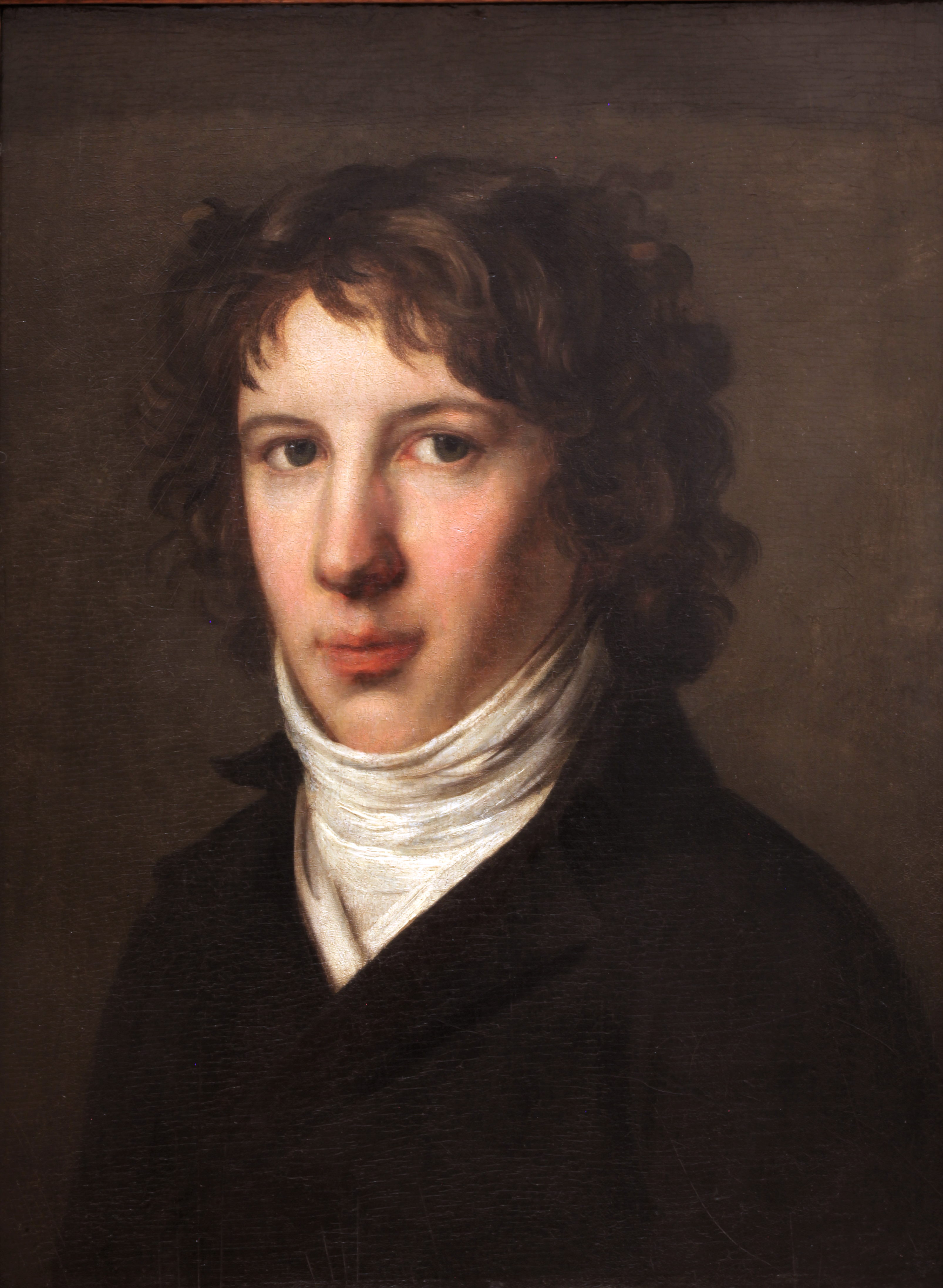
À 26 ans, Saint-Just est le plus jeune député élu et président de la Convention. Membre des montagnards, il est exécuté à la suite de la chute de Robespierre. Portrait de Pierre-Paul Prud'hon.

- Président ayant été en fonction le plus longtemps : Théodore Vernier et Théophile Berlier (21 jours)
- Président ayant été en fonction le moins longtemps : Jean-Baptiste Charles Matthieu (9 jours)
- Président ayant vécu le plus longtemps : Pierre-Antoine Lalloy (mort à 97 ans)
- Président ayant vécu le moins longtemps : Louis Antoine de Saint-Just (mort à 26 ans)
- Président le plus âgé en cours de mandat : Théodore Vernier (63 ans, né en 1731)
- Président le plus jeune en cours de mandat : Louis Antoine de Saint-Just (26 ans, né en 1767)
- Président ayant vécu le plus longtemps après son mandat : Antoine Claire Thibaudeau (58 ans, mort en 1854)
- Président ayant vécu le moins longtemps après son mandat : Maximilien de Robespierre (39 jours, mort en 1794)